# Karl Stockhausen
Karl Stockhausen (* 4. Januar 1928 in Berndorf (Twistetal); † 13. August 2002) war ein deutscher Politiker der CDU. 
Stockhausen war von Beruf Landwirtschaftsmeister. Er trat 1957 der CDU bei. Am 6. Dezember 1983 rückte er für den ausgeschiedenen Abgeordneten Lothar Haase in den Deutschen Bundestag nach. 1987 schied er aus dem Bundestag aus. Von 1990 bis 1994 war Stockhausen dann erneut Mitglied des Deutschen Bundestages. Er zog stets über die Landesliste Hessen in den Bundestag ein.